# Ohio Woman Suffrage Association
Ohio Woman Suffrage Association (OWSA) var en organisation för kvinnors lika rättigheter i delstaten Ohio i USA, verksam mellan 1885 och 1920.
Det var delstatens lokalförening för den nationella rösträttsföreningen National American Woman Suffrage Association (NAWSA). 